# Apoula Edel
Apoula Edima Bete Edel (armenio: Ապոուլա Էդիմա Բետե Էդել) (Yaundé, Camerún, 17 de junio de 1986), o simplemente Apoula Edel, es un exfutbolista camerúnes naturalizado armenio, país donde obtuvo la doble nacionalidad tras jugar en el F. C. Pyunik de 2002 a 2005. Fue portero en el Atlético de Kolkata de India. Luego se retiró en el 2017 con el Pune City de India.

## Selección nacional
Ha sido internacional con la Selección de fútbol de Armenia, ha jugado 6 partidos internacionales.

## Clubes
| Club                | País    | Año       |
| ------------------- | ------- | --------- |
| FC Pyunik           | Armenia | 2002-2005 |
| Rapid Bucarest      | Rumania | 2006      |
| KAA Gent            | Bélgica | 2006      |
| Rapid Bucarest      | Rumania | 2006-2007 |
| Paris Saint-Germain | Francia | 2007-2011 |
| Hapoel Tel Aviv     | Israel  | 2011-2014 |
| Atlético de Kolkata | India   | 2014      |
| Hapoel Tel Aviv     | Israel  | 2015      |
| Chennaiyin          | India   | 2015      |
| Pune City           | India   | 2016      |

## Vida personal
Edel fue acusado en 2009 de vivir bajo una identidad falsa, pues Nicolas Phillibert, un antiguo entrenador y mentor suyo, afirmaba que el guardametas tenía cinco años más que los que declaraba y que respondía al nombre de Ambroise Beyaména. La situación derivó en que el Sevilla Fútbol Club, luego de caer ante el Paris Saint-Germain en un duelo por la Liga Europa de la UEFA 2010-11, presentara ante la UEFA una demanda para aclarar la identidad del camerunés. El organismo rector del fútbol europeo terminó señalando que no había evidencia contundente que probara que lo que Edel afirmaba sobres sí mismo fuese falso, rechazando, por lo tanto, la acusación de que el PSG hubiese cometido algún tipo de falta.